# Brødrister
En brødrister  er et elektrisk apparat, som bruges til at riste brødskiver. Brødskiverne kan ristes i løbet af nogle få minutter. Brugen af brødrister giver brødet mange af de samme egenskaber, som det har, når det er nybagt,[kilde mangler] og egner sig derfor godt til at forberede morgenmad.
Brødristere kan fås i en række forskellige modeller. I nogle brødristere lægges brødskiven på højkant, mens andre brødristere har et "grill"-design hvor brødskriverne lægges fladt.
- Wikimedia Commons har flere filer relateret til Brødrister

| Mad og drikke | Spire Denne artikel om mad og drikke er en spire som bør udbygges. Du er velkommen til at hjælpe Wikipedia ved at udvide den. |